# Espace vital (nouvelle)
Espace vital (titre original : Living Space) est une nouvelle de science-fiction d'Isaac Asimov, publiée en 1956 aux États-Unis et parue pour la première fois en français en 1959.

## Publications
La nouvelle est parue aux États-Unis en mai 1956 dans le magazine Science Fiction Stories.
Elle est parue pour la première fois en France dans le no 17 de la revue Satellite en janvier 1959 dans une traduction de Collin Delavaud. Elle est publiée dans une nouvelle traduction de Michel Deutsch dans le recueil Espace vital en 1976 .

## Résumé
Les Terriens, désormais au nombre d'un trillion, ne manquent pas d'espace vital grâce aux innombrables univers parallèles stériles à coloniser, chaque famille y possédant une maison sous dôme. Bill Ching, de l'Office de l'Habitat, croit en une expansion infinie, mais son collègue Alec Mishnoff reste inquiet pour une raison mystérieuse.
Quand un nommé Clarence Rimbro se plaint d'un bruit étrange sur sa planète, Mishnoff venu enquêter avec Ching, découvre que sa crainte s'est réalisée : des intrus sont en train de bâtir un domaine à côté de celui de Rimbro. Les nouveaux venus sont des germanophones, issus d'une Terre où l'Allemagne nazie a gagné la guerre plus de deux mille ans auparavant.
Mishnoff règle diplomatiquement le problème à l'aide de ses connaissances en histoire et en langues anciennes, mais il est toujours inquiet. Il s'en ouvre à son supérieur, Berg : on peut s'arranger avec les autres Terres, mais avec tant de mondes colonisés, la probabilité est grande qu'une espèce extraterrestre hostile en découvre un, et attaque les mondes d'origine.
Berg refuse d'envisager ce problème. C'est alors qu'on leur annonce qu'un locataire est assiégé chez lui par des êtres clairement inhumains…